# Kurika
Kurika (drvoguš, goloslipina, kurike, popove kapice, vretenike, svibovine, mašljike; lat. Euonymus), biljni rod iz porodice kurikovki (Celastraceae). Koristi se za formiranje grmastih obruba ili žive ograde, lijepi ukras u kamenjaru preko cijele godine. Javljaju se kao zimzeleno ali i listopadno bilje
Sadi se kao pojedinačna biljka. Niskog je rasta, šarenih listova. Otporna je na niske zimske temperature. Obična kurika (popova kapica) ili Euonymus europaeus najrasprostranjenija je, ona je ljekovita, ali su svi njezini dijelovi otrovni, pa se uzima s oprezom.

## Vrste
- Euonymus acanthocarpus Franch.
- Euonymus acanthocarpus var. lushanensis (F.H.Chen & M.C.Wang) C.Y.Cheng
- Euonymus acanthoxanthus Pit.
- Euonymus actinocarpus Loes.
- Euonymus aculeatus Hemsl.
- Euonymus aculeolus C.Y.Cheng ex J.S.Ma
- Euonymus acuminifolius Blakelock
- Euonymus alatus (Thunb.) Siebold
- Euonymus americanus L.
- Euonymus angulatus Wight
- Euonymus atropurpureus Jacq.
- Euonymus attenuatus Wall. ex M.A.Lawson
- Euonymus australianus F.Muell.
- Euonymus balansae Sprague
- Euonymus barberi Murugan & Manickam
- Euonymus benguetense Merr.
- Euonymus benguetensis Merr.
- Euonymus benthamii Lundell
- Euonymus bockii Loes. ex Diels
- Euonymus boninensis Koidz.
- Euonymus bullatus Wall. ex Lodd
- Euonymus carnosus Hemsl.
- Euonymus castaneifolius Ridl.
- Euonymus caudice Sloane
- Euonymus celebicus Koord.
- Euonymus centidens H.Lév.
- Euonymus chenmoui W.C.Cheng
- Euonymus chiapensis Lundell
- Euonymus chloranthoides Y.C.Yang
- Euonymus chui Hand.-Mazz.
- Euonymus clivicolus W.W.Sm.
- Euonymus cochinchinensis Pierre
- Euonymus colpoon Lam.
- Euonymus congolensis R.Wilczek
- Euonymus cornutus Hemsl.
- Euonymus corymbosus Sprague & Bullock
- Euonymus costaricensis Standl.
- Euonymus crenulatus Wall. ex Wight & Arn.
- Euonymus cuneifolius C.Wright ex A.Gray
- Euonymus darrisii Loes.
- Euonymus dichotomus B.Heyne ex Wall.
- Euonymus dielsianus Loes. ex Diels
- Euonymus distichus H.Lév.
- Euonymus dolichopus Merr. ex J.S.Ma
- Euonymus eberhardtii Tardieu
- Euonymus echinatus Wall.
- Euonymus effusus Vis. [nesvrstana]
- Euonymus elaeodendroides Loes.
- Euonymus enantiophyllus (Donn.Sm.) Lundell
- Euonymus erythrocarpus (H.Lév.) H.Lév.
- Euonymus europaeus L.
- Euonymus europaeus var. suberosus (Klokov) Tzvelev
- Euonymus euscaphis Hand.-Mazz.
- Euonymus fibrilliferus Fisch. & C.A.Mey. [nesvrstana]
- Euonymus ficoides C.Y.Cheng ex J.S.Ma
- Euonymus fimbriatus Wall.
- Euonymus fortunei f. minimus (Simon-Louis) Rehder
- Euonymus fortunei var. vegatus (Rehder) Rehder
- Euonymus frigidus Wall.
- Euonymus fusiformis R.Parker
- Euonymus garcinifolius Roxb.
- Euonymus gibber Hance
- Euonymus giraldii Loes.
- Euonymus glaber Roxb.
- Euonymus glandulosus (Merr.) Ding Hou
- Euonymus globularis Ding Hou
- Euonymus gracillimus Hemsl.
- Euonymus grandiflorus Wall.
- Euonymus haberi Lundell [nesvrstana]
- Euonymus hainanensis W.Y.Chun & F.C.How
- Euonymus hamiltonianus Wall.
- Euonymus hederaceus Champ. ex Benth.
- Euonymus hindsii Benth.
- Euonymus huae J.S.Ma
- Euonymus huangii H.Y.Li & Yuen P.Yang
- Euonymus hukuangensis C.Y.Cheng ex J.S.Ma
- Euonymus hupehensis (Loes.) Loes.
- Euonymus impressus Blakelock
- Euonymus indicus B.Heyne ex Wall.
- Euonymus inermis Forssk.
- Euonymus japonicus Thunb. (tj. japanska kurika)
- Euonymus jinyangensis C.Y.Chang
- Euonymus kachinensis Prain
- Euonymus kanyakumariensis Murugan & Manickam
- Euonymus kengmaensis C.Y.Cheng ex J.S.Ma
- Euonymus kweichowensis C.H.Wang
- Euonymus lanceolatus Yatabe
- Euonymus lanceolatus Sessé & Moç. [nesvrstana]
- Euonymus latifolius (L.) Mill.
- Euonymus lawsonii C.B.Clarke ex Prain
- Euonymus lawsonii f. salicifolius (Loes.) C.Y.Cheng
- Euonymus laxicymosus C.Y.Cheng ex J.S.Ma
- Euonymus laxiflorus Champ. ex Benth.
- Euonymus leishanensis Q.H.Chen
- Euonymus lichiangensis W.W.Sm.
- Euonymus lilieurii G.Nicholson
- Euonymus longifolius Medik. [nesvrstana]
- Euonymus lucidus D.Don
- Euonymus lutchuensis Ito
- Euonymus maackii Rupr.
- Euonymus macrocarpus Gamble ex Oliv.
- Euonymus macropterus Rupr.
- Euonymus maximowiczianus (Prokh.) Vorosch.
- Euonymus melananthus Franch. & Sav.
- Euonymus mexicanus Benth.
- Euonymus michoacanensis Sessé & Moç. [nesvrstana]
- Euonymus microcarpus (Oliv. ex Loes.) Sprague
- Euonymus moluccensis Blakelock ex Ding Hou
- Euonymus multiflorus Opiz
- Euonymus myrianthus Hemsl.
- Euonymus nakamurai Makino [nesvrstana]
- Euonymus nanoides Loes. & Rehder
- Euonymus nanus M.Bieb.
- Euonymus nitidus Benth.
- Euonymus occidentalis Nutt. ex Torr.
- Euonymus omeiensis W.P.Fang [nesvrstana]
- Euonymus oxyphyllus Miq.
- Euonymus pallidifolius Hayata
- Euonymus parasimilis C.Y.Cheng ex J.S.Ma
- Euonymus parviflorus Hemsl.
- Euonymus percoriaceus C.Y.Wu ex J.S.Ma
- Euonymus petelotii Merr.
- Euonymus phellomana Loes. ex Diels
- Euonymus phellomanus Loes.
- Euonymus pittosporoides C.Y.Cheng ex J.S.Ma
- Euonymus pleurostylioides (Loes.) H.Perrier
- Euonymus potingensis Chun & F.C.How ex J.S.Ma
- Euonymus prismatomerioides C.Y.Wu ex J.S.Ma
- Euonymus provicarii H.Lév.
- Euonymus pseudovagans Pit.
- Euonymus recurvans Miq.
- Euonymus rehderianus Loes.
- Euonymus revolutus Wight
- Euonymus rothschuhii Loes.
- Euonymus sachalinensis (F.Schmidt) Maxim.
- Euonymus sanguineus Loes. ex Diels
- Euonymus schensianus Maxim.
- Euonymus schottii Ettingsh. ex Vis. [nesvrstana]
- Euonymus semenovii Regel & Herder
- Euonymus semiexsertus Koehne [nesvrstana]
- Euonymus serratifolius Bedd.
- Euonymus sootepensis Craib
- Euonymus spraguei Hayata
- Euonymus stenophyllus J.W.Ren
- Euonymus subcordatus J.S.Ma
- Euonymus suberosus Klokov
- Euonymus subsulcatus Prain
- Euonymus szechuanensis C.H.Wang
- Euonymus tashiroi Maxim.
- Euonymus tenuiserratus C.Y.Cheng ex J.S.Ma
- Euonymus ternifolius Hand.-Mazz.
- Euonymus theacolus C.Y.Cheng ex T.L.Xu & Q.H.Chen.
- Euonymus theifolius Wall. ex M.A.Lawsen
- Euonymus tibeticus W.W.Sm.
- Euonymus tingens Wall.
- Euonymus tonkinensis (Loes.) Loes.
- Euonymus tsoi Merr.
- Euonymus vaganoides C.Y.Cheng ex J.S.Ma
- Euonymus vagans Wall.
- Euonymus velutinus (E.Mey.) Fisch. & C.A.Mey.
- Euonymus venosus Hemsl.
- Euonymus verrucocarpus C.Y.Cheng ex J.S.Ma
- Euonymus verrucosoides Loes.
- Euonymus verrucosus Scop.
- Euonymus viburnoides Prain
- Euonymus walkeri Wight
- Euonymus wilsonii Sprague
- Euonymus wrayi King
- Euonymus wui J.S.Ma
- Euonymus yakushimensis Makino
- Euonymus yunnanensis Franch.